# Štefan Kasarda
Štefan Kasarda (Szacsúr, 1935. december 18. – Kassa, 2006. szeptember 15.) szlovák író és drámaíró. Mikuláš Kasarda költő unokaöccse, és az író és drámaíró, Martin Kasarda apja.

## Élete
A homonnai gimnáziumban tanult, később Eperjesen a Művelődési Egyetem Művészeti Karán folytatta tanulmányait. 1957-től 1959-ig Tőketerebesen középiskolai tanárként dolgozott. A következő években szerkesztője és vezetője volt a Csehszlovák Rádiónak (1959–1972). 1972 és 1978 között Kassán dolgozott. 1978-tól 1988-ig élelmiszer-szakközépiskolában oktató Csécsen. 1988 és 1990 között a közigazgatásban tisztviselő, 1990 a Szlovák Rádió irodalmi és drámai műsorainak szerkesztőségében dolgozott Kassán. Számos világirodalmi és cseh drámát, prózai művet alkalmazott rádiós és televíziós műsorokhoz.

## Munkássága
Verseket és novellákat írt, később elsősorban a rádióműsorok készítésével és színdarabok írásával foglalkozott. Munkáinak fő témája a kortársak interperszonális és családi kapcsolata volt. Felnőtteknek, valamint gyermekeknek és fiataloknak is írt. Saját munkái mellett a szlovák (Július Barč-Ivan) és külföldi szerzők (Victor Hugo, George Orwell) drámáit és regényeit dolgozta fel rádiójátékokhoz és a tévéfilmekhez. A művei nem csak Szlovákiában ismertek, hanem külföldön (Németország, Hollandia, Lengyelország, Svájc) is.

## Művei

### Felnőtteknek
- Sny prichádzajú z mesta (1964) Az  álmok a városból származnak
- Štyria z cintorína (1965) Négyen a temetőből
- Čas tvojich návratov (1966) Visszatérésed ideje
- Na samom konci opäť sám (1966) A végén ismét egyedül
- Deravé vrece (1969) Kihúzza a zsákot
- Ľudia (1971) Emberek
- Azbukárka (1976)
- Nie veľmi veselá slečna (1991) Nem nagyon vidám, fiatal hölgy
- Zánik školy v obci Č. (1992) Az iskola felszámolása
- Nie a nie sa pohnúť z miesta (1994) Nem és nem mozog
- Vzývanie svetla, životopisná hra o Pavlovi Jozefovi Šafárikovi (1995) A fény meghívása, életrajzi játék Pavel Jozef Šafárikról
- Plakať pre kohosi (1996) Sír valakiért
- SKOK (1997)
- Púť (1997) Zarándoklat
- Spoveď (1997) Vallomás
- Dotyk zeme kolenom, autobiografické poviedky (1999) A föld érintése térddel, önéletrajzi novellák
- Hlava ako záťaž (2001) A fej, mint teher
- Hadí kamienok (2002) Kígyókövek
- Tarzan (2005)
- Tellov šíp (2005)
- Hlovík medzi vzbúreným ľudom-rozhlasová dramatizácia poviedky J. Záborského (2006) A lázadó emberek körében, J. Záborský novellájának rádiós dramatizálása

### Gyermekeknek
- Povesť bez mena (1981) Név nélküli hírnév

## Fordítás
- Ez a szócikk részben vagy egészben  a(z)   Štefan Kasarda című szlovák Wikipédia-szócikk ezen változatának fordításán alapul.  Az eredeti cikk szerkesztőit annak laptörténete sorolja fel. Ez a jelzés csupán a megfogalmazás eredetét és a szerzői jogokat jelzi, nem szolgál a cikkben szereplő információk forrásmegjelöléseként.